# 13423 Bobwoolley
13423 Bobwoolley (1999 VR22) là một tiểu hành tinh vành đai chính được phát hiện ngày 13 tháng 11 năm 1999 bởi C. W. Juels ở Fountain Hills.